# Нижнекальмиусское водохранилище
Нижнекальмиусское водохранилище (укр. Нижньокальміуське водосховище) — одно из четырёх водохранилищ, устроенных на реке Кальмиус.

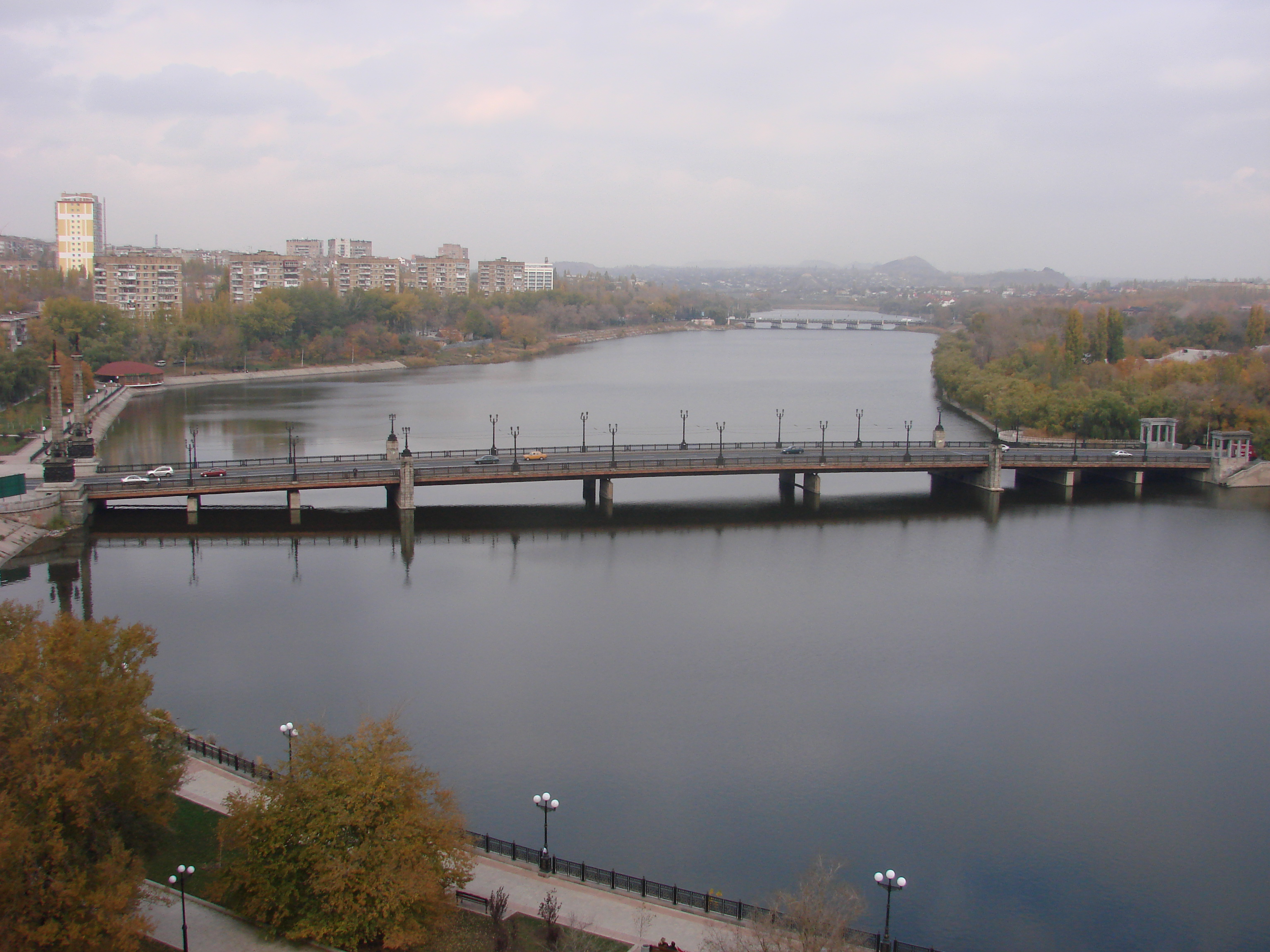
Мост по проспекту Ильича

Представляет собой каскад из двух водохранилищ, которые разделены дамбой. Водохранилище находится в городской черте Донецка и разделяет Ворошиловский (правый берег) и Калининский (левый берег) районы.
Общая площадь зеркала двух водоёмов — 60 гектаров. Ёмкость — 12 миллионов м³.
В нижнем бьефе Нижнекальмиусского водохранилища минерализация достигает 2090 мг/л.
В начале 2000-х годов был осуществлён проект по расчистке акватории Нижнекальмиусского водохранилища.
По бульвару Шевченко и проспекту Ильича, через водохранилище построены мосты. На берегах водохранилища обустроено два пляжа. Имеется специализированная спасательная станция.
В водохранилище произрастает 18-20 видов водорослей, большая часть из которых — сине-зелёные и пирофитовые.
На правом берегу построен хозяйственно-бытовой и ливневый коллектор.